# 漢尼拔行動
漢尼拔行動（德語：Unternehmen Hannibal）為納粹德國在第二次世界大戰後期所發起的大型海上撤退行動，從1945年1月中到5月，將德軍部隊和平民從庫爾蘭口袋、波兰走廊和東普魯士撤往西方國家，以逃離蘇聯紅軍的東普魯士攻勢、東波美拉尼亞攻勢和各個輔助作戰。
在希特勒自殺前，納粹德國將不可避免地持續進行戰爭，然而隨著紅軍的逼近與惡行不斷，最終引發了納粹德國最大規模的軍事撤退行動。撤退行動前後共超過15週的時間，動用了484至1,080艘各式船隻進行撤離，並以德國海軍作為掩護，將800,000至900,000名的難民和350,000名士兵（另一說為共200萬名）乘船通過波羅的海至還處於德國佔領狀態的丹麥，這是超過敦刻爾克大撤退3倍規模的人數。

## 情勢

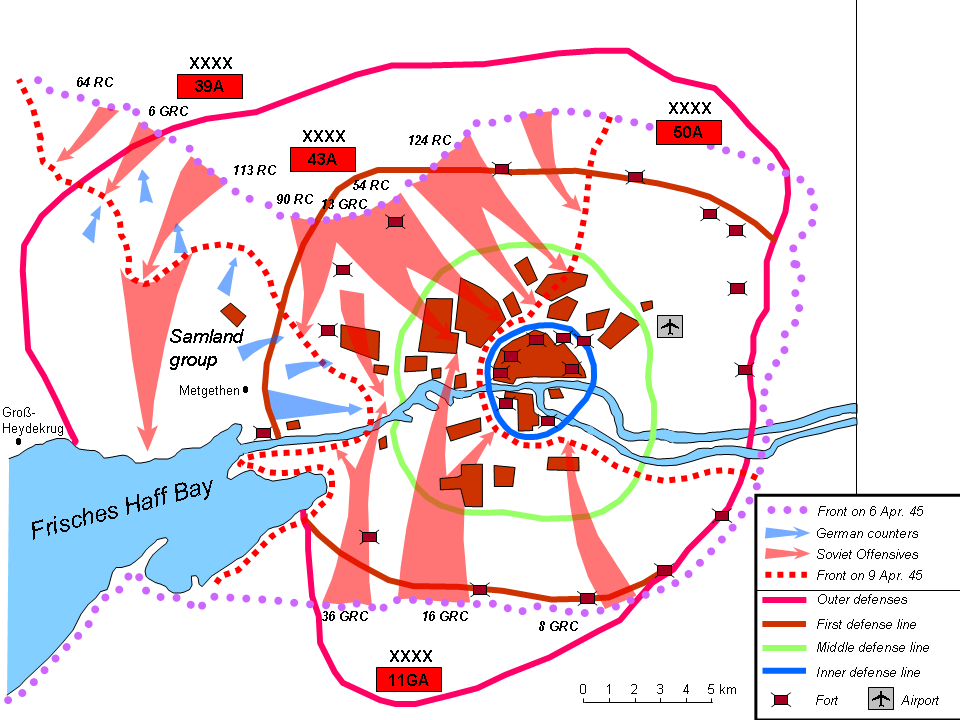
1945年4月6日至9日苏联对柯尼斯堡的进攻

自1945年1月13日開始，由伊万·切尔尼亚霍夫斯基大將指揮的白俄羅斯第3方面軍與罗科索夫斯基元帥指揮的白俄羅斯第2方面軍於1945年1月23日至2月10日期間發起了東普魯士攻勢，夾擊進攻東普魯士。德國海軍元帥卡爾·鄧尼茲命令海軍大將奧斯卡·庫梅茲、康拉德·愛格哈特少將等海軍運輸指揮部長官，策劃和執行「撤離行動」（Rettungsaktion），鄧尼茲在1月23日以無線電對從波蘭佔領的港口—格丁尼亞，下令開始撤離所有即將被蘇聯佔領的平民與士兵，作戰代號定為漢尼拔；根據鄧尼茲在戰後撰寫的回憶錄，他希望達到的目標是盡可能疏散民眾，以遠離蘇聯紅軍。邓尼茨表示：“拯救东部的人民是我们武装部队仍然需要执行的重要任务，如果我们不能保住他们的家园，那么我们至少可以保住他们的命。”

## 行動

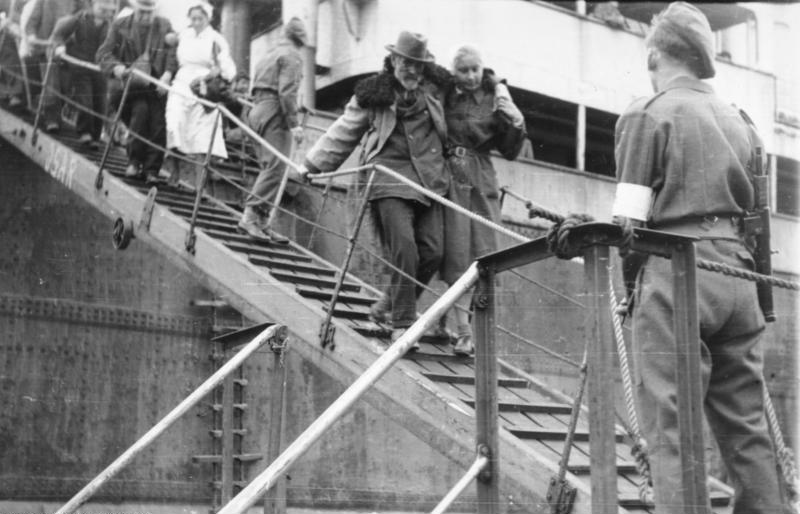
難民抵達了西方的港口，此時該地已被英軍所佔領

撤離行動自1月23日開始，德國船隊冒著英軍轟炸機的轟炸和掃射、波羅的海的水雷、蘇聯的軍機和潛艇開始橫渡整個海域。1月30日威廉·古斯特洛夫號郵輪、漢莎號和捕鯨船沃爾特·勞號自德佔波蘭的格丁尼亞港口出發，前往基爾。但漢莎號因為機械故障而回港返修，而載著10,000名乘客的古斯特洛夫號仍然按照它原訂的航程出發。古斯特洛夫號之後在波美拉尼亞海岸被蘇聯潛艇S-13所發現，並被其所發射的魚雷擊沉，近9,400人死亡，為史上最大的一次海難。沃爾特·勞號則載著難民抵達了埃肯弗爾德（Eckernfoerde）。之後，自皮勞出發的馮·施托伊本將軍號，載著约5,200名傷兵和平民前往斯維內明德，接著也被S-13潛艇所擊沉，只有300人生還。3月初一隻由舍爾海軍上將號裝甲艦、3艘驅逐艦與T-26魚雷艇組成的特遣艦前往伍林掩護撤退，海軍並設法撤離了75,000名士兵與難民，在行動中有船隻被盟軍轟炸機所擊沉，如載著11,000人的德意志號客輪。在4月4日至5日凌晨，德軍利用快艇、登陸船疏散了近30,000名士兵運至海爾半島，估計光是四月份就有265,000人從但澤撤至海爾半島。4月15日另一隻大型撤退船隊徹走了超過20,000名士兵和難民，4月16日戈雅號客輪被蘇聯潛艇L-3所發射的魚雷擊中沉沒，超過6,000人遇難，僅183人生還。5月1日至5月8日已有超過150,000人被移送往海爾半島沿岸，在5月8日晚上9點，1945年的德國戰爭最後一天，德國集結了94艘船的巨大船隊從拉脫維亞利耶帕亞離開，載著18,000人前往西方。不久德國投降，第二次世界大戰歐洲戰場結束了戰爭。

## 損失
除了損失了戈雅號、古斯特洛夫號和施托伊本將軍號外，在漢尼拔行動的15個星期裡，德國還損失了各式船隻158艘。

## 資料來源
1. ↑  Williams, David, Wartime Disasters at Sea, Patrick Stephens Limited, Nr Yeovil, UK, 1997，第225頁中指出使用494艘船隻

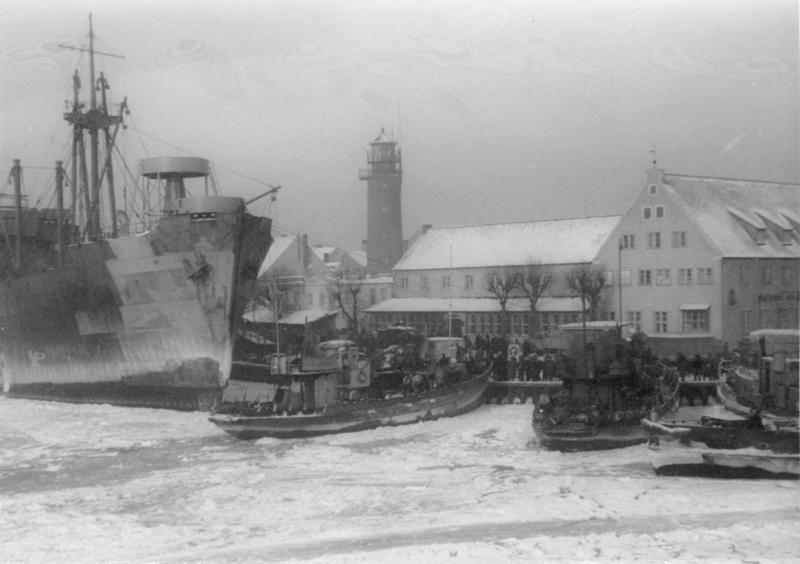
難民蜂擁前往位在東普魯士皮劳的港口

Brustat-Naval, Fritz, Unternehmen Rettung, Koehlers Verlagsgeschellshaft, Herford, Germany, 1985，第240頁中指出使用790艘船隻
Koburger, Charles W., Steel Ships, Iron Crosses, and Refugees, Praeger Publishers, NY, 1989，第92頁中指出使用1,080 艘船隻
2. ↑  《希特勒公海艦隊》，第201頁
3. ↑  Koburger, Charles W., Steel Ships, Iron Crosses, and Refugees, Praeger Publishers, NY, 1989，第71頁。
4. ↑  Dönitz, Karl, Memoirs, Ten Years and Twenty Days, Da Capo Press, NY, 1997.
5. ↑  .   [2010-05-04]. （原始内容存档于2020-04-11）.
6. ↑  Koburger，第107頁。